# 弗雷什沃特科納斯 (加利福尼亞州)
弗雷什沃特科納斯（英語：Freshwater Corners）是位於美國加利福尼亞州洪堡縣的一個非建制地區。該地的面積和人口皆未知。

## 地理
弗雷什沃特科納斯的座標為40°47′07″N 124°05′07″W / 40.78528°N 124.08528°W，而該地的平均海拔高度為4米（即13英尺）。